# Edward Teller Award
Der Edward Teller Award der American Nuclear Society wird alle zwei Jahre für herausragende Leistungen bei der Verwendung von Laser und Teilchenstrahlen zur Erzeugung hoher Temperaturen und Dichten insbesondere für die Fusionsforschung vergeben. Er ist nach Edward Teller benannt. Der Preis ist mit 2000 US-Dollar dotiert. Er wurde früher auf der Konferenz Laser Interaction and Related Plasma Phenomena (LIRPP) verliehen.

## Preisträger
- 1991 Nikolai G. Basov, Heinrich Hora, John H. Nuckolls, Chiyoe Yamanaka
- 1993 Robert Dautray, John D. Lindl, Sadao Nakai
- 1995 E. Michael Campbell, Gennady A. Kirillov, Robert L. McCrory, George H. Miley
- 1997 Michael H. Key, Jürgen Meyer-ter-Vehn, Guillermo Velarde, George O. Zimmerman
- 1999 Larry R. Foreman Steven W. Haan, Dov Shvarts
- 2001 Mordecai Rosen, Stefano Atzeni
- 2003 Hideaki Takabe, Laurance J. Suter
- 2005 Joseph D. Kilkenny, Max Tabak
- 2007 Kunioki Mima, Brian R. Thomas
- 2009 Riccardo Betti, Edward I. Moses
- 2011 Christine Garban-Labaune, Bruce A. Remington
- 2013 James Hammer, Richard Petrasso
- 2015 Hiroshi Azechi, Jie Zhang
- 2017 R. Paul Drake, Vladimir Tikhonchuk
- 2019 Xian-Tu He, Patrick Mora
- 2021 Omar Hurricane, Ryosuke Kodama
- 2023 Otto Landen, Peter Norreys